# Суровцово (Могилёвская область)
Суровцо́во (бел. Сураўцо́ва) — деревня в составе Паршинского сельсовета Горецкого района Могилёвской области Республики Беларусь.

## Население
- 1999 год — 30 человек
- 2010 год — 11 человек